# Iais aquilei
Iais aquilei là một loài chân đều trong họ Janiridae. Loài này được Coineau miêu tả khoa học năm 1977.